# انعكاس النوع
انعكاس النوع (بالإنجليزية: Genreflecting)‏ هو عملية فحص وتحليل أنماط وخصائص الأنواع الأدبية سواء الخيالية أو غير الخيالية، وتُستخدم هذه العملية لتحديد العناوين المتشابهة والاكثر جاذبية للقراء، لتقديم اقتراحات القراءة للأفراد الذين يبحثون عن شيء لقراءته.
صُيّغ مصطلح انعكاس النوع لأول مرة في عام 1982 من قبل بيتي روزنبرغ، وهي معلمة بارزة في علوم المكتبات، ومنذ ذلك الوقت تبنى المصطلح من قبل مستشاري القراء في المكتبات وتوسع ليشمل الأنواع غير الخيالية وكذلك الخيالية.

## التاريخ
في الوقت الذي كُتبت فيه الطبعة الأولى من كتاب انعكاس النوع لروزنبرغ، كانت إضافة مواد القراءة الشعبية إلى مجموعات المكتبات والتوصية بهذه العناوين للقراء ممارسات مثيرة للجدل. ومنذ ذلك الحين تبنى عدد من أمناء المكتبات القانون الأول للقراءة للدكتورة روزنبرغ «لا تعتذر أبدًا عن ذوقك في القراءة»، وأصبح مجال استشارة القراء مركزياً بشكل متزايد لممارسة أمناء المكتبات.
عززت نانسي بيرل لممارسة استشارة القراء داخل مجتمع المكتبات وخارجها، وهي تعد نموذج معروف لشخصية أمين المكتبة ومؤلفة كتاب شغف الكتب.
في السنوات الأخيرة طُورت عدد من قواعد البيانات عبر الإنترنت لمساعدة مستشاري القراء في العثور على كتب متشابهة بما في ذلك، ماذا أقرا بعد ذلك؟، و مستشار القارئ عبر الانترنت الصادر عن مجموعة نشر جرينوود، وقائمة كتب عبر الانترنت الصادرة عن جمعية المكتبات الأمريكية.

## قراءة معمقة
- Herald, Diana Tixier. (2005). Genreflecting: A Guide to Popular Reading Interests (6th ed.). Westport, CT: Libraries Unlimited. ISBN 978-1-59158-286-1
- Cords, Sarah Statz. (2006). The Real Story: A Guide to Nonfiction Reading Interests. Westport, CT: Libraries Unlimited. ISBN 978-1-59158-283-0
- Saricks, Joyce G. (2009). The Readers' Advisory Guide to Genre Fiction (2nd ed.). Chicago, IL: ALA Editions. ISBN 978-0-8389-0989-8